# Preselka, Șumen
Preselka (în bulgară Преселка) este un sat în comuna Novi Pazar, regiunea Șumen,  Bulgaria. 

## Demografie
Componența etnică a satului Preselka
     Turci (29,09%)
     Bulgari (31,81%)
     Romi (1,36%)
     Nicio identificare (37,72%)
La recensământul din 2011, populația satului Preselka era de 220 locuitori. Nu există o etnie majoritară, locuitorii fiind bulgari (31,81%), turci (29,09%) și romi (1,36%). Pentru 37,72% din locuitori nu este cunoscută apartenența etnică.